# Frisons
Pour les articles homonymes, voir Frison.
 (juillet 2013).
Si vous disposez d'ouvrages ou d'articles de référence ou si vous connaissez des sites web de qualité traitant du thème abordé ici, merci de compléter l'article en donnant les références utiles à sa vérifiabilité et en les liant à la section « Notes et références ».
Les Frisons sont un peuple germanique qui, sur le plan ethnolinguistique, appartient au rameau anglo-frison. 
Les historiens distinguent les Frisiavons de l'Antiquité des Frisons actuels, l'étymologie étant le proto-germanique *frīsō « plat » probablement par allusion à la plaine littorale du Nord de l'Allemagne actuelle (Länder de Schleswig-Holstein et de Basse-Saxe), d'une partie des Pays-Bas et de la péninsule du Jutland au Danemark.  
Les terres mentionnées ci-dessus étaient à l'époque romaine déjà appelées « Frise » (Frisia) et Jules César dans sa Guerre des Gaules mentionne dans ces régions une race chevaline nommée « Frisonne ». Au VIIIe siècle, les Anglo-Saxons de l'île de Bretagne conservaient le souvenir de cette origine commune : c'est, selon Bède le Vénérable, ce qui a provoqué l'envoi de missions d'évangélisation anglo-saxonnes vers le continent, où le polythéïsme germanique se perpétuait.
Les langues frisonnes survivent aujourd'hui dans le frison occidental, langue minoritaire parlée dans la province néerlandaise de Frise (Friesland) ; le néerlandais en revanche est principalement issu du francique, la langue des Francs, introduite par ces derniers au Ve siècle.

## Les Frisons et l'Empire romain

### De César à Caracalla
Les auteurs romains évoquent l'artisanat frison, notamment militaire, supérieur selon eux à celui de leurs voisins germains ou celtes comme les Belges. Les armes forgées en Frise circulaient sur les marchés des ports de la mer du Nord qui à cette époque est appelée Sinus germanicus (« golfe germanique ») ou Mare frisiorum (« mer des Frisons »). 
Voisins de l'Empire romain, les Frisons sont vassaux de Rome sous le règne de l'empereur Auguste entre -12, lors de la campagne de Drusus, et l'an 9 (rébellion d'Armin et retrait des troupes romaines). Pressés par les exigences du primipilaire Olennius, ils se révoltent sous le règne de Tibère en 28 . Leur victoire lors de la bataille de la forêt de Baduhenne leur permet de vivre libres sur leurs terres jusqu'au milieu du IIIe siècle, Rome ayant renoncé à étendre son emprise (imperium : « empire ») au-delà du Rhin.

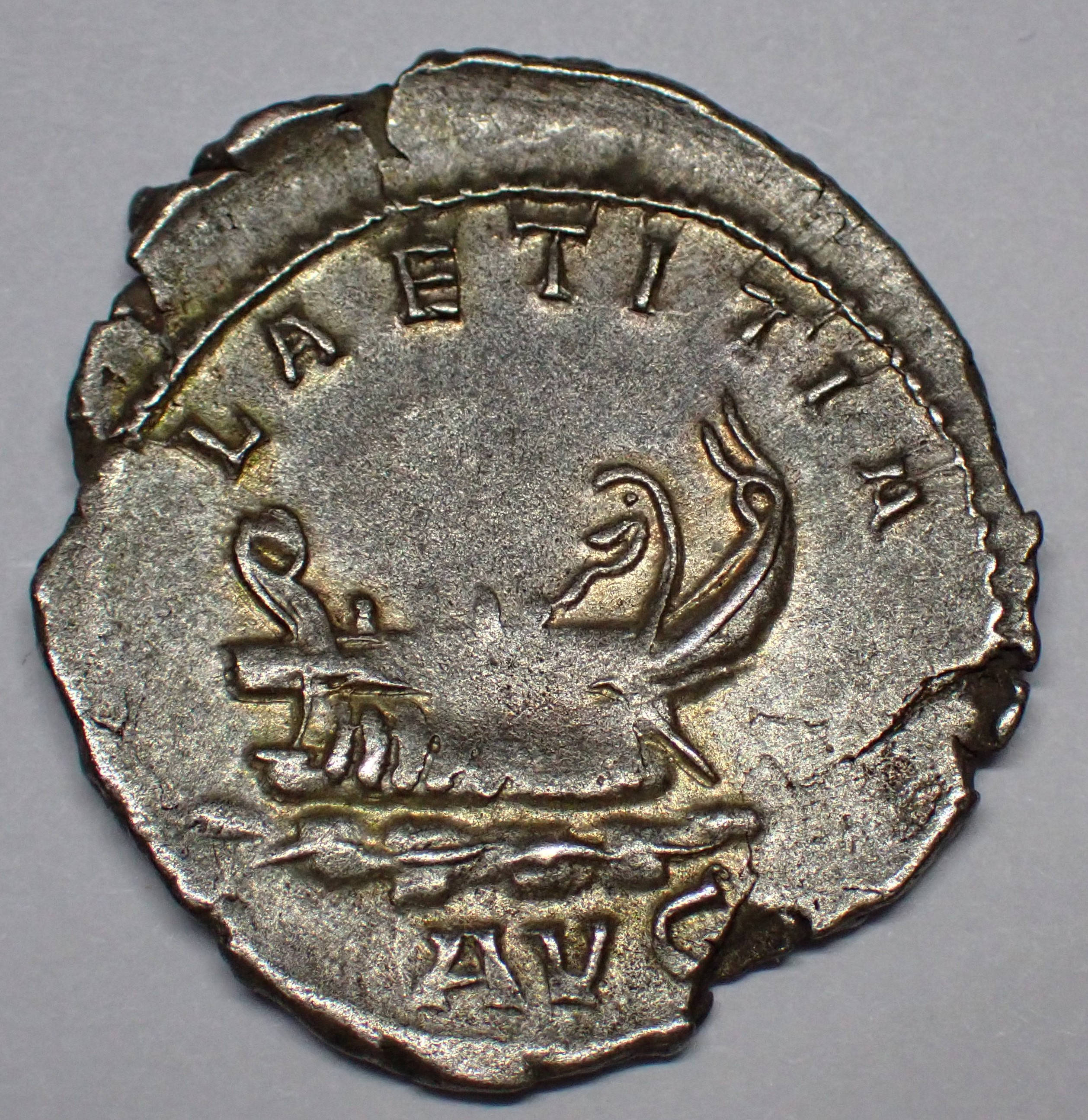
Monnaie romaine de Postume ornée d'une galère de la classis germanica.

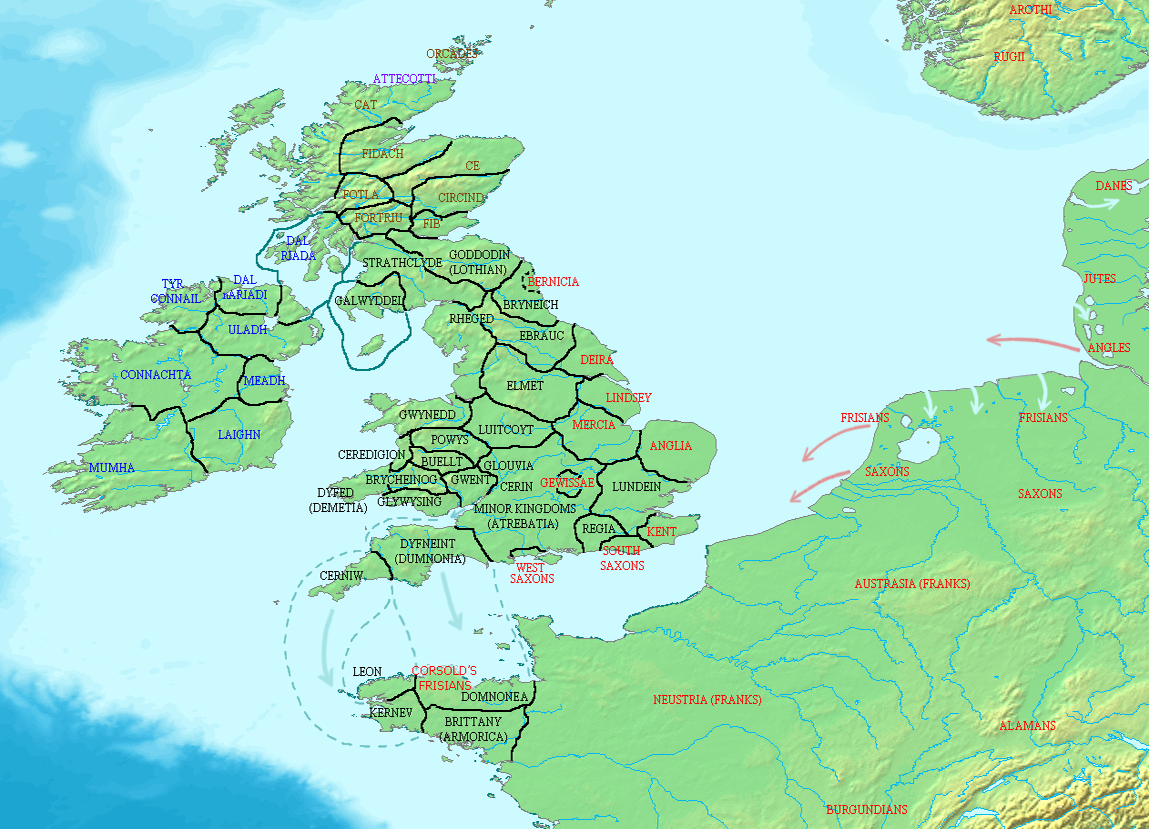
Déplacements des Frisons et Saxons au VIe siècle ap. J.-C.

### Les migrations duIIIesiècle
Vers 250, l'enfoncement du sol cumulé à une montée du niveau de la mer (« transgression Dunkerque II ») force les Frisons à abandonner leurs terres basses pour se réfugier sur les tertres, où les ressources agricoles sont très limitées : cela favorise la piraterie frisonne, facilitée par la crise politique du milieu du IIIe siècle dans l'Empire romain. Les Frisons pillent notamment les côtes de la Gaule et de l'île de Bretagne : plusieurs monnaies frappées sous l'empereur des Gaules Postume (260–261) sont ornées d'une galère, montrant l'importance de la défense maritime romaine (classis germanica) à cette époque.
L'intérieur du continent étant occupé par d'autres peuples germaniques (le littoral apparaît comme Litus saxonicus : la « côte saxonne »), les Frisons et les Saxons, après avoir pillé les frontières maritimes de l'Empire romain, finissent par s'entendre avec les cohortes auxiliaires de l'armée romaine et par s'établir en Flandre maritime, dans le Kent, sur la côte de la mer du Nord en Bretagne insulaire (notamment à Cuneus Frisiorum Vinoviensium aujourd'hui Binchester et à Cuneus Frisiorum Vercoviciensium aujourd'hui Housesteads).

### Les migrations duVesiècle
Au début du Ve siècle, les pirates frisons mènent des expéditions de pillage sur les côtes de la mer du Nord jusqu'à la côte armoricaine de la Manche. Ils forment des établissements plus ou moins temporaires sur la côte au sud-est de l'île de Bretagne, et, avec leur flotte, facilitent ensuite l'invasion de cette province par les Anglo-Saxons que l'historiographie place traditionnellement vers 450 d'après Procope de Césarée. Vers 500, des Frisons s'établissent en Domnonée (actuelle Bretagne péninsulaire) sous la conduite d'un chef nommé Corsold.

## Haut Moyen Âge

### Les Frisons face à l'expansion des Francs
Les Frisons demeurés sur leurs côtes et îles d'origine sont ensuite confrontés au pouvoir des Francs qui, établis entre Loire et Main et convertis au christianisme depuis le baptême de Clovis (vers 496), s'étendent au-delà du Rhin, notamment vers la Frise. En 515 le roi franc Thierry Ier (vers 485-534) affronte et impose un tribut aux Frisons qui, de leur côté, s'étendent vers le sud-ouest autour d'Utrecht, de Dorestad et jusqu'au Westhoek français.
Au début du VIIe siècle, alors que les ressources des Francs sont essentiellement terrestres, les Frisons sont en contact commercial avec le monde scandinave et contrôlent la plus grande partie des côtes méridionales de la mer du Nord (« mer Frisonne ») : les territoires dominés par les Frisons forment alors une Magna Frisia (« Grande Frise ») qui s'étend de l'Escaut à la Weser.

### Les missions d'évangélisation en Frise

#### Missions franques
La Vie de Saint Éloi mentionne que ce dernier (mort en 660), d'abord conseiller des rois Clotaire II et Dagobert Ier, entreprend de convertir les Frisons établis sur le littoral belge à partir de l'évêché d'Anvers (après 641), probablement sans grand succès. Un autre missionnaire franc, saint Vulfran, tente d'évangéliser les Frisons de 657 à 673 (Vita Vulfranni).

#### Missions anglo-saxonnes
À la suite de Wilfrid d'York qui passe l'année 678 sur la côte frisonne à la suite d'un naufrage, des moines anglo-saxons partent dès la fin du VIIe siècle et durant la première moitié du VIIIe siècle sur le continent pour convertir leurs frères restés fidèles à la religion germanique polythéiste. Les moines parlent une langue proche de celle des Frisons, mais tous ne sont pas bien accueillis pour autant : deux missionnaires nommés Hewald (en) sont tués en Frise en 690.
Jusqu'en 754, les efforts du missionnaire anglais Winfrid, c'est-à-dire saint Boniface, entraînèrent la conversion de nombreux Frisons sans que toute la Frise soit christianisée pour autant. L'entreprise de ce dernier se heurta notamment aux hostilités entre Radbod et Charles Martel (v. 715), puis à l'impopularité du pouvoir franc.
En effet, à la christianisation plus ou moins consentie de la Frise occidentale par des missionnaires anglo-saxons au VIIe siècle, succède jusqu'à la fin du IXe siècle une christianisation forcée par le pouvoir militaire franc, qui place Frisons et Saxons devant l'alternative « la conversion ou la mort ».
Après avoir évangélisé les Bavarois et les Thuringes, Winfrid subit à son tour le martyre aux mains des Frisons à Dokkum, près de Groningue, en 755.

### La conquête par les maires du palais d'Austrasie
Les Frisons sont soumis sous le règne de Radbod par Pépin de Herstal, maire du palais d'Austrasie, qui fonde alors l'évêché d'Utrecht, à la tête duquel il place en 696 le missionnaire anglais Willibrord (mort en 739). 
L'aristocratie franque se partagea les terres des Frisons en plusieurs grands domaines, mais cette politique excessive suscita la résistance frisonne.
Après la mort de Pépin de Herstal, les Frisons sont temporairement libérés du joug austrasien après avoir conclu un accord de paix avec les Neustriens, à la suite de la victoire de ces derniers sur les Austrasiens. En 716, le maire du palais de Neustrie Ragenfred leur demande une trêve pour combattre l'Austrasie).
Mais Charles Martel, le fils de Pépin, est de nouveau vainqueur de Radbod lors des guerres qu'il mena pour rétablir le pouvoir des Francs aux frontières du royaume (717-719).

### L'intégration à l'empire carolingien
Intégrée au royaume franc de Charlemagne, la Frise devient un comté après 785.
L'annexion de la Frise orientale (la région s'étendant du Zuiderzee à l'embouchure de la Weser) par les Francs ne fut acquise, en apparence, qu'après 782, voire 785. C'est à cette dernière date que Widukind, le chef de la résistance païenne des Saxons se soumet à Charlemagne. Néanmoins, la situation politique demeura tendue encore plusieurs années pour les Francs.
Le capitulaire De partibus saxonis, qui établit le partage de la Saxe conquise par Charlemagne en 787, entraîna le soulèvement général des Saxons contre les Francs. À l'appel des Saxons, les Frisons demeurés païens se soulèvent à leur tour. Ils subissent également les représailles de l'armée franque.

## Les Frisons après le traité de Verdun (843)
Après être devenue un comté franc, la Frise est rattachée à la Francie médiane par le traité de Verdun, avant d'être intégrée à la Francie orientale (Germanie), puis de devenir partie intégrante du Saint-Empire romain germanique.
Après avoir entretenu durant plusieurs siècles des relations commerciales avec les habitants du Danemark, de la Suède et de la Norvège, les Frisons subissent les attaques des vikings danois qui voient en eux d'excellents fabricants d'armes. Les Frisons vivent un moment sous la domination danoise (879-882).
Ils deviennent ensuite les sujets du roi saxon Henri Ier l'Oiseleur en 925.
Morcelée en plusieurs entités politiques après avoir été un temps dominée par l'évêché impérial d'Utrecht, une grande partie de la Frise tomba progressivement sous la coupe des comtes de Hollande du XIIe siècle jusqu'au XIVe siècle : c'est à cette époque que le néerlandais s'y imposa progressivement comme langue dominante.

## Chronologie des rois frisons
Les rois frisons du haut Moyen Âge sont connus notamment grâce à l'historien de l'Église anglaise Bède le Vénérable (mort en 735).
- Fin Folcwalding (~450)
- Adulfus [5](~600)
- Aldgisl (~650 - ~679)
- Radbod (679-719)
- Poppo Ier de Frise (719-734)